# Amaurobius transversus
Amaurobius transversus là một loài nhện trong họ Amaurobiidae.
Loài này thuộc chi Amaurobius. Amaurobius transversus được miêu tả năm 1972 bởi Leech.